# Port Byron Township
Pour les articles homonymes, voir Port Byron.
Port Byron Township est un township du comté de Rock Island dans l'Illinois, aux États-Unis,. En 2010, le township comptait une population de 23 529 habitants.

## Source de la traduction
- (en) Cet article est partiellement ou en totalité issu de l’article de Wikipédia en anglais intitulé « Port Byron Township, Rock Island County, Illinois » (voir la liste des auteurs).